# Fabio Carone
Fabio Carone (Taranto, 23 luglio 1974) è un artista marziale italiano.

## Caratteristiche tecniche
Dotato di una spiccata intelligenza tattica e di un repertorio completo di tecniche, fra le quali ricordiamo i suoi precisi low kicks, Carone è specializzato nel K-1; torneo da ring nato in Giappone negli anni '90 con uno speciale regolamento adatto a svariate forme di sport da combattimento e arti marziali. Carone è stato anche un ottimo atleta professionista nelle discipline della Muay Thai e del Free Fight (oggi Mixed Martial Arts). 
Atleta poliedrico, capace di combattere in svariate discipline: dal Karate Shotokan alle Mixed Martial Arts, passando dal tatami al ring con sorprendente facilità, dimostrando che il combattimento in qualsiasi forma è nel suo dna.
È considerato il pioniere degli sport da combattimento a contatto pieno a Taranto dove, nel 1993, ha fondato l’omonima accademia chiamata Fabio Carone Fighting Academy

## Carriera nelle arti marziali

### Inizi

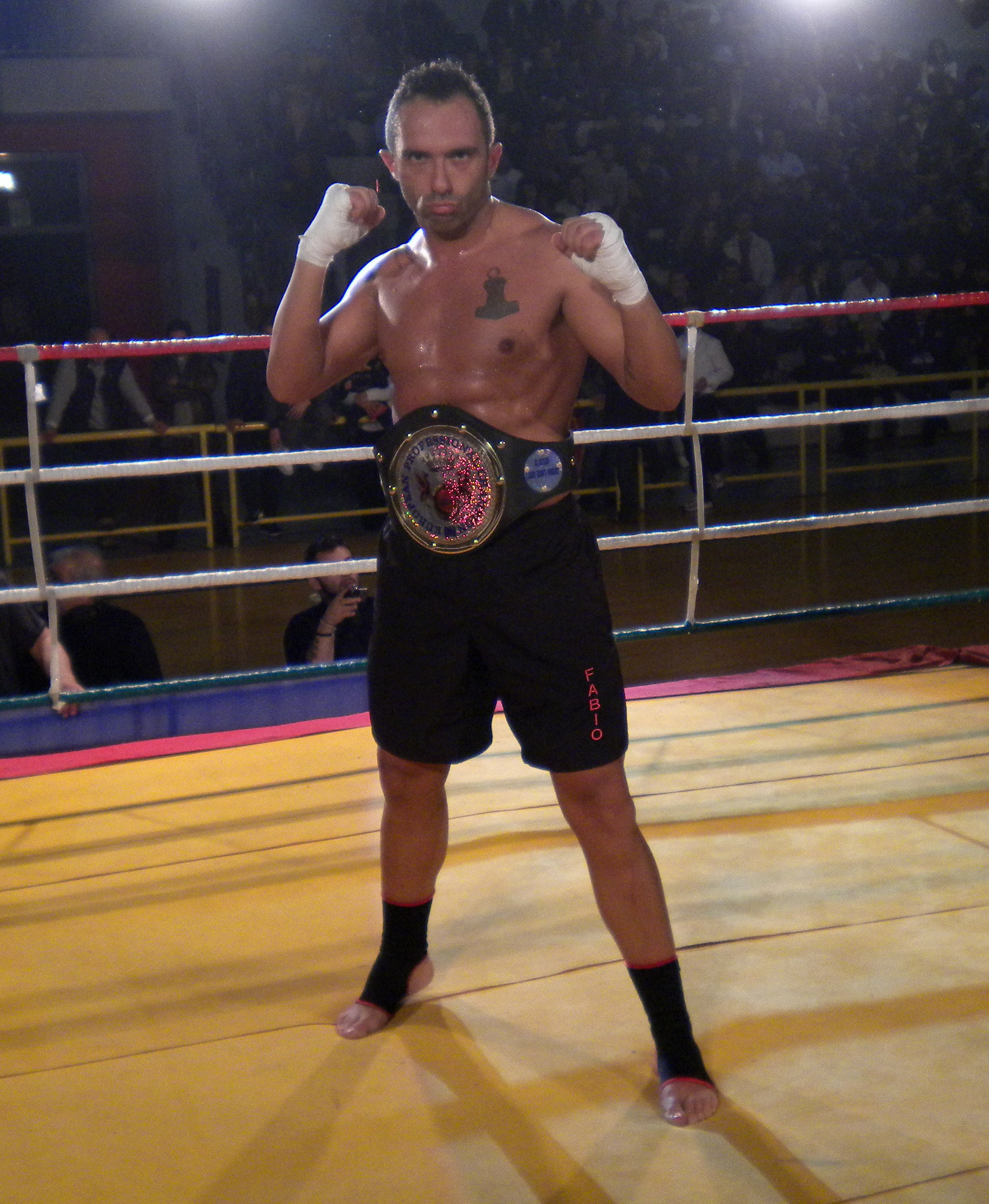

Comincia a praticare arti marziali nel 1986 col karate contact, quello che in seguito si chiamerà kick boxing. Entra subito nell'agonismo vincendo diversi tornei provinciali e regionali. Nel frattempo si documenta e comincia a praticare, da autodidatta, sistemi da combattimento a contatto pieno come il full contact e la low kick. Al conseguimento della maggiore età partecipa a tutti i tornei dilettantistici di contatto pieno del nord e centro Italia. Nel 1993, a seguito di ripetute insistenze da parte del titolare di una palestra, comincia ad insegnare kickboxing. Nello stesso anno fonda il suo club. Col tempo apprezza sempre più la totalità del combattimento, infatti durante il servizio militare si avvicina al judo ed alla lotta libera. Nel 1998 partecipa a Rimini ad un super corso di una settimana per istruttori di free fight, oggi conosciuto come mma, superando l'esame finale col massimo dei voti. Lo stesso anno comincia a combattere senza protezioni e nel 1999 vince il mondiale pro amateur di free fight con la sigla americana USKBA. Nel 2000 conosce quello che sarà per lui, il mentore dello striking, Didier Le Borgne tecnico francese di fama mondiale. Da questo momento abbandona full e kick, per passare alla muay thai ed al k1. Dopo un serio infortunio, e vari impegni che lo allontanano dall'agonismo nel 2008 torna a combattere da Pro vincendo diversi titoli con la sigla WAKF. Nel frattempo i suoi corsi sono sempre pieni e sforna decine e decine di combattenti dilettanti e professionisti. L'ambiente è maturo, e decide, a seguito di diverse richieste di aprire un corso di mma nel settembre 2010. Nonostante la partecipazione ad innumerevoli stage di maestri e campioni internazionali ha la consapevolezza di avere delle lacune, specie nella lotta a terra, per questo nel gennaio 2012 insieme ad altri tecnici di Puglia e Basilicata comincia a praticare il bjj, seguiti da un maestro brasiliano. Partecipa a diversi tornei nazionali ed internazionali, incontrando tutte le difficoltà del passaggio da combattimenti di striking a combattimenti di grappling. A dicembre 2014, passa sotto la guida di Rogerio Olegario e nel novembre 2019 viene promosso al grado di cintura nera.

## Risultati
Campione Mondiale Professionisti W.A.K.F. di K1 (2013)
Campione Intercontinentale Professionisti W.A.K.F. di Muay Thai (2015)
3 volte Campione Europeo Professionisti W.A.K.F. di K1(2010-2011-2012)
Campione Mondiale Semi Professionisti U.S.K.B.A. di MMA (1999)
Pluricampione Nazionale in diverse sigle
Match Disputati 45 (40 vittorie e 5 sconfitte)